# ویمار مارکوس رودریگز
ویمار مارکوس رودریگز (به پرتغالی: Weimar Marcos Rodrigues) مهاجم اهل برزیل است که در شهر کوریتیبا و در تاریخ ۹ اوت ۱۹۸۴ به دنیا آمده‌است.
ویمار مارکوس رودریگز در تیم‌های فوتبال São Bernardo سابقهٔ حضور دارد.